# Scrapter opacus
Scrapter opacus är en biart som först beskrevs av Heinrich Friese 1909.  Scrapter opacus ingår i släktet Scrapter och familjen korttungebin. Inga underarter finns listade i Catalogue of Life.